# Comuna Romuli, Bistrița-Năsăud
Romuli (în maghiară: Romoly) este o comună în județul Bistrița-Năsăud, Transilvania, România, formată din satele Dealul Ștefăniței și Romuli (reședința).

## Demografie
Componența etnică a comunei Romuli
     Români (93,06%)
     Alte etnii (0,12%)
     Necunoscută (6,83%)
Componența confesională a comunei Romuli
     Ortodocși (86,29%)
     Penticostali (5,48%)
     Adventiști (1,05%)
     Alte religii (0,23%)
     Necunoscută (6,94%)
Conform recensământului efectuat în 2021, populația comunei Romuli se ridică la 1.714 locuitori, în creștere față de recensământul anterior din 2011, când fuseseră înregistrați 1.672 de locuitori. Majoritatea locuitorilor sunt români (93,06%), iar pentru 6,83% nu se cunoaște apartenența etnică. Din punct de vedere confesional, majoritatea locuitorilor sunt ortodocși (86,29%), cu minorități de penticostali (5,48%) și adventiști (1,05%), iar pentru 6,94% nu se cunoaște apartenența confesională.

## Politică și administrație
Comuna Romuli este administrată de un primar și un consiliu local compus din 11 consilieri. Primarul, Ioan Monița[*], de la Partidul Social Democrat, este în funcție din 2004. Începând cu alegerile locale din 2024, consiliul local are următoarea componență pe partide politice:
|  | Partid                          | Consilieri | Componența Consiliului | Componența Consiliului | Componența Consiliului | Componența Consiliului | Componența Consiliului | Componența Consiliului |
|  | ------------------------------- | ---------- | ---------------------- | ---------------------- | ---------------------- | ---------------------- | ---------------------- | ---------------------- |
|  | Partidul Social Democrat        | 6          |                        |                        |                        |                        |                        |                        |
|  | Partidul Național Liberal       | 3          |                        |                        |                        |                        |                        |                        |
|  | Alianța pentru Unirea Românilor | 1          |                        |                        |                        |                        |                        |                        |
|  | Partidul Ecologist Român        | 1          |                        |                        |                        |                        |                        |                        |

## Atracții turistice
- Biserica ortodoxă din satul Dealu Ștefăniței
- Biserica ortodoxă din satul Romuli
- Rezervația naturală "Zăvoaiele Borcutului”
- Trasee montane: "Drumul Verde și "Pietrosul Rodnei"
- Parcul Național "Munții Rodnei"

## Personalități
- Jacobo Langsner, (1927-2020) dramaturg uruguayen[8]

## Galerie de imagini

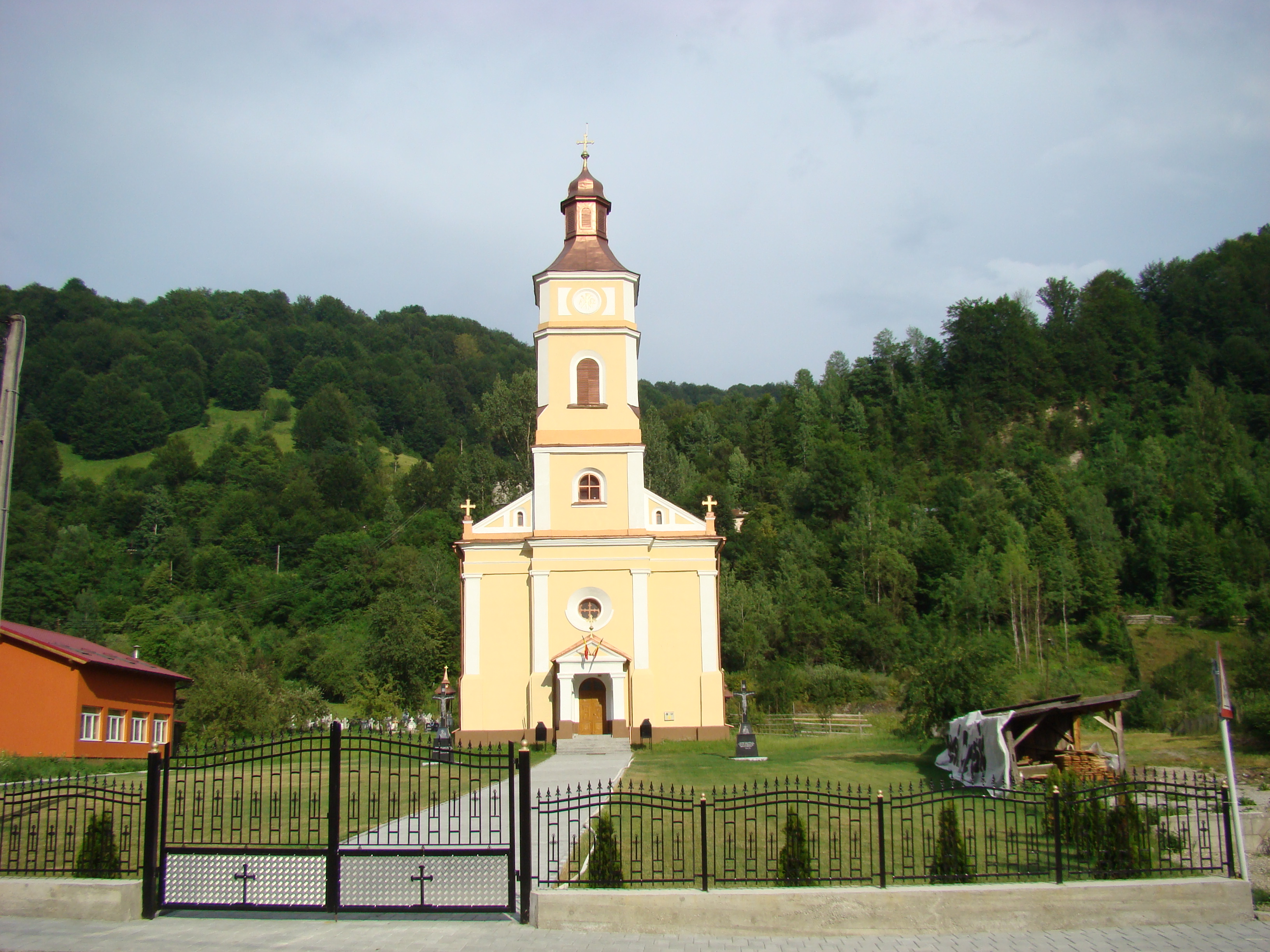
Biserica ortodoxă din satul Romuli
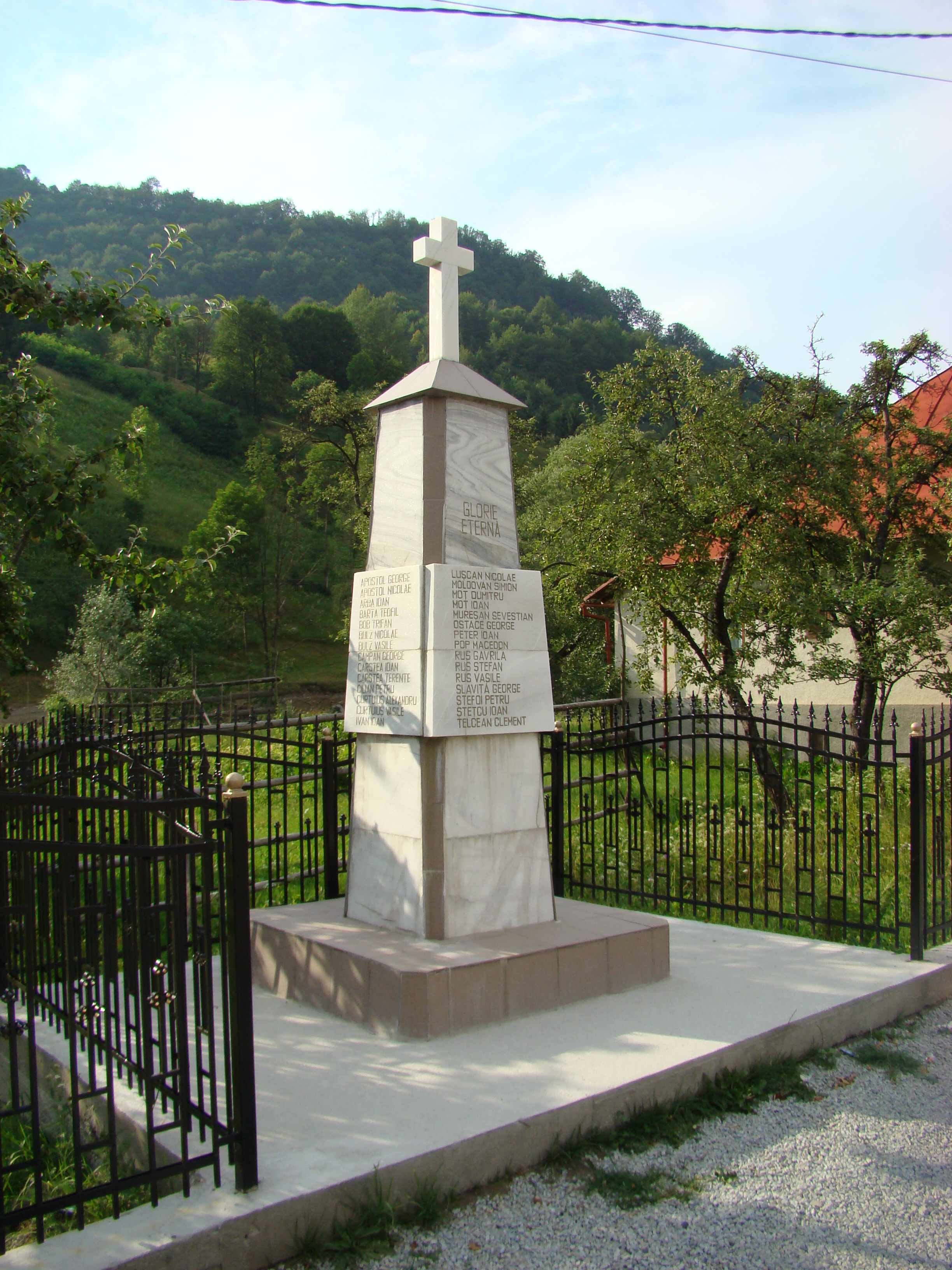
Monumentul Eroilor
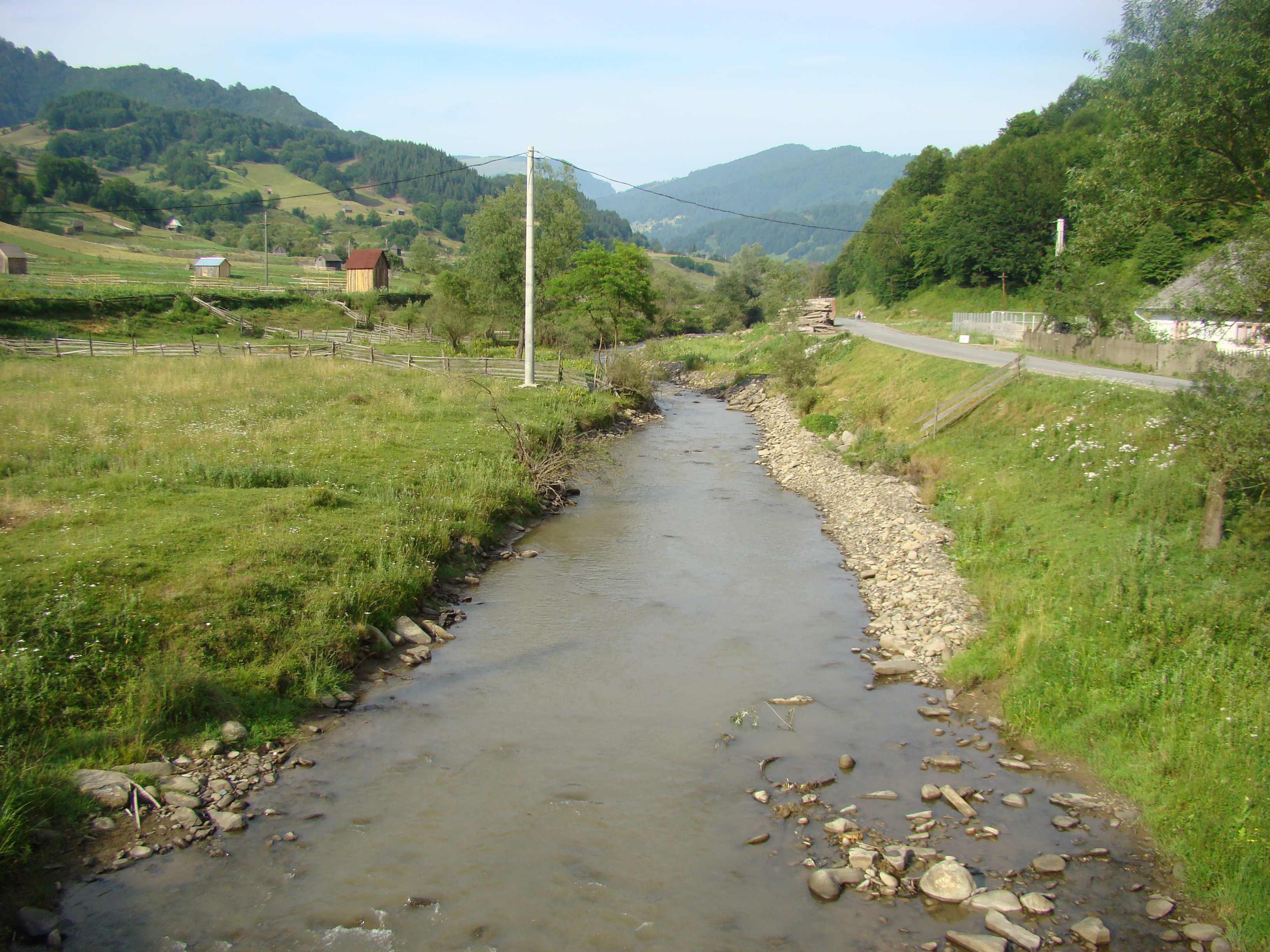
Râul Sălăuța la Romuli